# Puerto Rico
Puerto Rico er et selvstyrende territorium med særlig tilknytning til USA beliggende i det nordøstlige Caribien. Dets officielle navn er Estado Libre Asociado de Puerto Rico eller The Commonwealth of Puerto Rico.
Puerto Rico ligger mellem den Dominikanske Republik mod vest og de Amerikanske Jomfruøer mod øst. Øen er inddelt i 78 kommuner.
Puerto Rico har cirka 3,2 millioner indbyggere (2023) og et areal på 9.104 km². Dens hovedstad er San Juan.